# Ingo Kunzi
Ingo Kunzi (* 7. November 1966) ist ein deutscher Trance-DJ und -Produzent aus Baden-Württemberg, der vor allem unter seinem Pseudonym Ayla oder auch DJ Tandu bekannt ist.

## Biografie
Zu Beginn seiner DJ-Karriere benutzte Ingo Kunzi das Pseudonym DJ Tandu. 1994 veröffentlichte er seine erste Produktion „Acido EP“. 1995 entstand das Projekt Ayla. Seine gleichnamige Debütsingle, insbesondere der Taucher Remix, wurde ein weltweiter Erfolg. In den UK-Singlecharts kam die Single auf Platz 22. Er wurde auch von McDonald’s für eine TV-Reklame benutzt und als Soundtrack für den Film Kevin und Perry tun es.
1998 erschien die Single „Ayla (Part II)“, die er zusammen mit Taucher und Torsten Stenzel produzierte. Die Single erreichte Platz 56 in den deutschen Charts. Weitere erfolgreiche Produktionen waren ein Remake von Cosmic Babys „Liebe“ sowie „Angelfalls“. Im Jahr 1999 erschien sein Debütalbum Nirwana, das in Norwegen und Singapur Gold-Status erreichte. Zuletzt produzierte er 2002 mit „Sun Is Coming Out“ einen Song unter dem Pseudonym Ayla. Seither pausiert das Projekt.

## Diskografie

### Alben
- 1999: Nirwana
- 2011: Unreleased Secrets

### Singles
als DJ Tandu
- 1994: Acido EP
- 1994: Beridox (mit Trex)
- 1998: Back!
- 1999: Velvet
- 2004: Mansonate (mit DJ Taucher pres. Tantau)

als Ayla
- 1996: Atlantis
- 1996: Ayla
- 1998: Ayla Part II
- 1998: Liebe
- 1999: Angelfalls
- 1999: Into The Light
- 1999: Liebe / Sunday
- 2000: Singularity / Brainchild II
- 2002: Sun Is Coming Out
- 2010: Ayla 2010
- 2015: Kings & Queens (mit DJ Taucher und York)

### Remixe (Auswahl)
- 1998: Sakin & Friends – Protect Your Mind (Ayla Remix)
- 1999: Schiller – Ruhe (Ayla Remix)
- 1999: Lange – I Believe (DJ Tandu Remix)
- 1999: DJ Mind-X – Nightingale (Tandu Remix)
- 2000: Safri Duo – Played-A-Live (The Bongo Song) (DJ Tandu Mix)
- 2001: DJ Tatana meets DJ Energy – Feel (Energy 2001 Anthem) (DJ Tandu Club Mix)
- 2001: Schiller mit Heppner – Dream of You (Ayla Remix)
- 2001: Orion – Eternity (Ayla Remix)
- 2001: Future Breeze – Mind In Motion (Tandu Remix)
- 2001: Neo Cortex – Prepare (DJ Tandu Remix)
- 2002: Derb – In Africa (DJ Tandu Remix)